# Baia di Tokyo
La baia di Tokyo (東京湾?, Tōkyō-wan) è una profonda insenatura dell'Oceano Pacifico, il cui settore occidentale è foltamente urbanizzato, giacché vi sorge la megalopoli Tokyo-Yokohama-Kawasaki.
La baia è uno degli specchi d'acqua più trafficati e popolosi del mondo: vi si affacciano infatti il porto di Yokohama, che è il principale scalo di cabotaggio del Giappone, il porto di Tokyo, dedito alla pesca, e il porto di Chiba, che gestisce un impressionante traffico di merci, tale da porlo alle spalle della sola Singapore come secondo porto mercantile del mondo.
Sulle sue acque si rispecchiano inoltre due aeroporti, un'autostrada ed una ferrovia.

## Geografia

### Fiumi
Numerosi fiumi si riversano nella baia di Tokyo e tutti forniscono acqua alle aree residenziali e industriali lungo la baia. I fiumi Tama e Sumida si riversano nella baia di Tokyo. Il fiume Edo sfocia nella baia tra Tokyo e la prefettura di Chiba. I fiumi Obitsu e Yōrō defluiscono nella baia della prefettura di Chiba.